# La Forclaz VD
La Forclaz ist eine Ortschaft der Gemeinde Ormont-Dessous im Bezirk Aigle des Schweizer Kantons Waadt. Rund 250 Menschen leben hier, von denen etwa 100 das ganze Jahr wohnhaft sind.

## Geographie
La Forclaz liegt am linken Ufer der Grande Eau im Vallée des Ormonts auf 1261 m ü. M., etwa 5 Kilometer südöstlich von Le Sépey. Es ist über eine Nebenstrasse von Le Sépey über Les Planches erreichbar. Durch einen Postautokurs, der nach Le Sépey verkehrt, ist La Forclaz an den öffentlichen Verkehr angebunden. Die nächste Haltestelle (Les Echenards) der Aigle-Diablerets-Bahn ist etwa 1,5 Kilometer vom Dorfzentrum entfernt.

## Name
Der Name leitet sich vom lateinischen furcula ab, was so viel wie kleine Gabel bedeutet.